# Estilófono
El Estilófono (también conocido como Stylophone) es un instrumento musical compuesto en un teclado analógico de bolsillo que funciona con un lápiz óptico. Fue inventado en 1967 por el británico Brian Jarvis y distribuido después por la compañía Dubreq
El instrumento en algunos lugares había sido comercializado como un juguete dado su facilidad de uso y su tamaño reducido.

## Modelos
Consiste en un teclado de metal hecho de una placa de circuito impreso y se usa tocándolo con un lápiz; cada nota está conectada a un oscilador controlado por voltaje a través de una resistencia de diferente valor, cerrando así un circuito. Los únicos otros controles eran un interruptor de encendido y un control de vibrato en el panel frontal al lado del teclado, y un potenciómetro de sintonización en la parte trasera. Se vendieron unos tres millones de Stylophones, en su mayoría como juguetes para niños, pero también fueron utilizados por músicos profesionales como Rolf Harris, John Lennon, Kraftwerk y David Bowie.
Este aparato tenía tres variantes: estándar, graves y agudos, siendo el estándar, con mucho, el más común. También había una versión más grande llamada 350S con más notas en el teclado, varias voces, un novedoso efecto 'wah-wah' que se controlaba moviendo la mano sobre un fotosensor y dos lápices ópticos.
A mediados de la década de 1970 apareció un nuevo modelo que presentaba un nuevo material llamado pseudomadera en el panel del altavoz y un control de volumen. Esto fue poco antes de que Stylophone dejara de producirse por completo en 1975.
El animador Rolf Harris apareció durante varios años como portavoz publicitario de Stylophone en el Reino Unido y apareció en muchos discos de "acompañamiento" vendidos por el fabricante.